# Andrew Scott (musicien)
Pour les articles homonymes, voir Scott et Andrew Scott.
Andrew Walter Gibson Scott (né le 15 novembre 1967) est un musicien canadien originaire d'Ottawa, Ontario et vivant actuellement à Toronto, Ontario. Ses premiers groupes furent No Damn Fears, Oreo Reversed et Blackpool, tous originaires d'Halifax.  Actuellement il est le batteur du groupe Sloan. Il joue également de la guitare, en général sur les chansons qu'il a composées.  Trois de ses chansons, 500 Up, People of the Sky, et I've Gotta Try sont parues en singles.  Il est marié à Fiona Highet et est le père de deux enfants.

## Biographie
Détenteur de plusieurs records provinciaux d'athlétisme, il abandonne ses aspirations sportives pour devenir un artiste visuel. À la fin de ses études au Nova Scotia College of Art and Design (NSCAD), il rejoint Chris Murphy, Jay Ferguson et Patrick Pentland pour former Sloan.
Il figure au classement des 20 musiciens canadiens les plus sexy d'après le magazine Chart Magazine.
Pendant la tournée Never Hear the End of It au Canada en 2006, Scott portait une combinaison orange de parachutiste.